# Епархия Линареса (Чили)
Епархия Линареса (лат. Dioecesis Linarensis) — епархия Римско-Католической церкви с центром в городе Линарес, Чили. Епархия Линареса распространяет свою юрисдикцию на территорию провинций Линарес и Каукенес. Епархия Линареса входит в митрополию Сантьяго-де-Чили. Кафедральным собором епархии Линареса является церковь святого Амвросия.

## История
18 октября 1925 года Римский папа Пий XI издал буллу Notabiliter Aucto, которой учредил епархию Линареса, выделив её из епархии Консепсьона.

## Ординарии епархии
- епископ Miguel León Prado (14.12.1925 — 3.03.1934);
- епископ Juan Subercaseaux Errázuriz (23.02.1935 — 8.01.1940) — назначен архиепископом Ла-Серены;
- епископ Francisco Javier Valdivia Pinedo (27.071940 — 1941);
- епископ Roberto Moreira Martínez (22.03.1941 — 2.02.1958);
- епископ Augusto Osvaldo Salinas Fuenzalida (15.06.1958 — 14.12.1976);
- епископ Carlos Marcio Camus Larenas (11.12.1976 — 17.01.2003);
- епископ Tomislav Koljatic Maroevic (17.01.2003 — по настоящее время).

## Источник
- Annuario Pontificio,  Libreria Editrice Vaticana, Città del Vaticano, 2003, ISBN 88-209-7422-3
- Булла Notabiliter aucto, AAS 18 (1926), стр. 205